# 21號染色體
人類的21號染色體是23對染色體的其中之一，正常狀況下每個細胞擁有兩條。此染色體是所有人類染色體中最小的一個，含有大約4700萬個鹼基對，佔細胞內所有DNA的1.5%。
21號染色體的定序是在2000年宣布完成，是人類基因組計畫中第二條定序完成的人類染色體。此染色體內大約含有300到400個基因，依預測方式而有所不同。

## 相關疾病
- 阿茲海默症第一型
- 肌肉萎縮性側索硬化症（漸凍人症）第一型
- 唐氏症候群
- Holocarboxylase synthetase deficiency
- Homocystinuria
- Jervell and Lange-Nielsen syndrome
- Leukocyte adhesion deficiency
- Nonsyndromic deafness
- Nonsyndromic deafness, autosomal recessive
- Romano-Ward syndrome